# 30405 Yunakwon
30405 Yunakwon è un asteroide della fascia principale. Scoperto nel 2000, presenta un'orbita caratterizzata da un semiasse maggiore pari a 2,169175 UA e da un'eccentricità di 0,096257, inclinata di 4,161474° rispetto all'eclittica.